# 盧今錫
盧今錫（韩语：／；1932年1月10日—2022年12月26日），曾為朝鮮人民軍空軍飛行員。他於韓戰結束不久後向南逃亡到南韓，後居於美國。

## 經歷

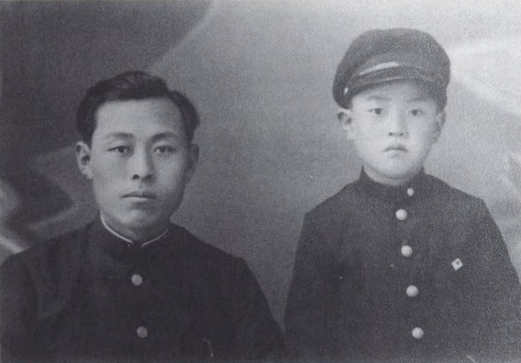
盧今錫小时候和他的父亲。（1939年）

### 早年生活
盧今錫于1932年日治时期出生在朝鲜咸镜南道新兴郡。因父亲在日本企业工作的缘故，盧今錫小时候的家境比一般家庭更优越。学校也因全日文授课，使他得到优良的日语阅读和写作能力。
二战结束后，1948年的盧今錫第一次参加了朝鲜领导人金日成的演说，据他所述，演讲本身尽管让他感到印象深刻，但内心却仍然向往美国，并十分轻蔑共产主义。然而生活在独立运动如火如荼地进行着的社会氛围中，盧今錫为了融入群体始终没有向其他人透露真实想法，并立志要在表面上伪装成“头号共产主义者”。

### 朝鲜战争
1949年，盧今錫加入了海军军官学校。学校内生活状况十分恶劣，没有休假，直到毕业前禁止学生离开基地，也不允许外面的任何人造访。校规禁止学生长胡子，却不提供任何刮胡刀，迫使学员只能用指甲将胡须一根根拔下来。营房和教室内也因为暖气不充足导致冬天时温度极低，每所营房里也只有三座水龙头，且都不供应热水，食物的配给也时常不足。部分学员试图退伍，但在申请时遭到拒绝，并遭到囚禁威胁。学校会每周七天，每天七个小时安排微积分、物理、化学、气象学、导航、共产史、体操、健美操、步兵以及阅兵式的行军课程和训练。学校也只允许学员们每天留2小时学习，晚上睡4个小时。
韩战爆发后，日常生活变得更为艰难。盧今錫和他同班的150名学员需要到离校区以北约100公里外尚未建成的铁路隧道里生活，并参加各种步兵训练和反美政治会议。而在一次突击体检中，他通过观察军医的行为和对话，察觉到接下来的任务很可能有关空中作战训练，这使他找到了能够通过驾驶战斗机向南脱逃的可能性，也因此自愿报名加入空军行列，并被成功选拔为飞行员。
1950年，盧今錫坐火车到中国的一座航空训练场进行训练，驾驶了雅克-18、雅克-11、及雅克-17战斗机一段时间后正式成为米格-15的飞行员。盧今錫在1951年9月完成了飞行训练，并被编入朝鲜人民军海军第一航空师团第二连队。训练完成后，同队伍被安排在义州飞行场待命，此处也是当时朝鲜唯一没有被美军炸毁的飞行场。11月8日，19岁的盧今錫首次参加实战。之后因为义州飞行场不断受到来自B-29的空袭，指挥官下令撤离并将连队送至位于中国安东省的空军基地。1952年11月，盧今錫和他的航空队获得了更加先进的米格-15bis战斗机。
截至逃亡当天，盧今錫累计完成了超过一百次韩战任务。他的最高军衔是空军中尉。

### 逃亡
朝鲜战争停战后的1953年9月21日的早上，身為空軍中尉的盧今錫叛逃成功，駕著米格-15bis在韓國空軍金浦基地着陆，他解釋其出逃的理由是不想再聽到「紅色謊言」。
早在逃亡行动的一个月前，盧今錫就利用地图研究他的逃亡路线。盧今錫是第一名获得米格-15bis驾驶资格的飞行员，然而这批新战斗机在连扩容油箱都没有搭载的情况下，通过铁路被秘密运到朝鲜境内，这在当时违反了停战协定，不过他认为单靠新米格自身的油量足以能飞到金浦机场。
盧今錫被派回到顺安机场后就被安排去进行练习飞行任务，以熟悉米格-15bis的操作，按照计划，他原本应是第一名起飞的，但为了让逃亡行动更加顺利，他和下一名飞行员互换起飞顺序，理由是“我想在上面多呆一会；不然我只能比你先降落”。顺安机场距离三八线约150公里，韩国的金浦基地则位于边境以南的16公里外，突破美军的防空网极为困难，所以在当时盧今錫估计只有20%的概率能够脱北成功。

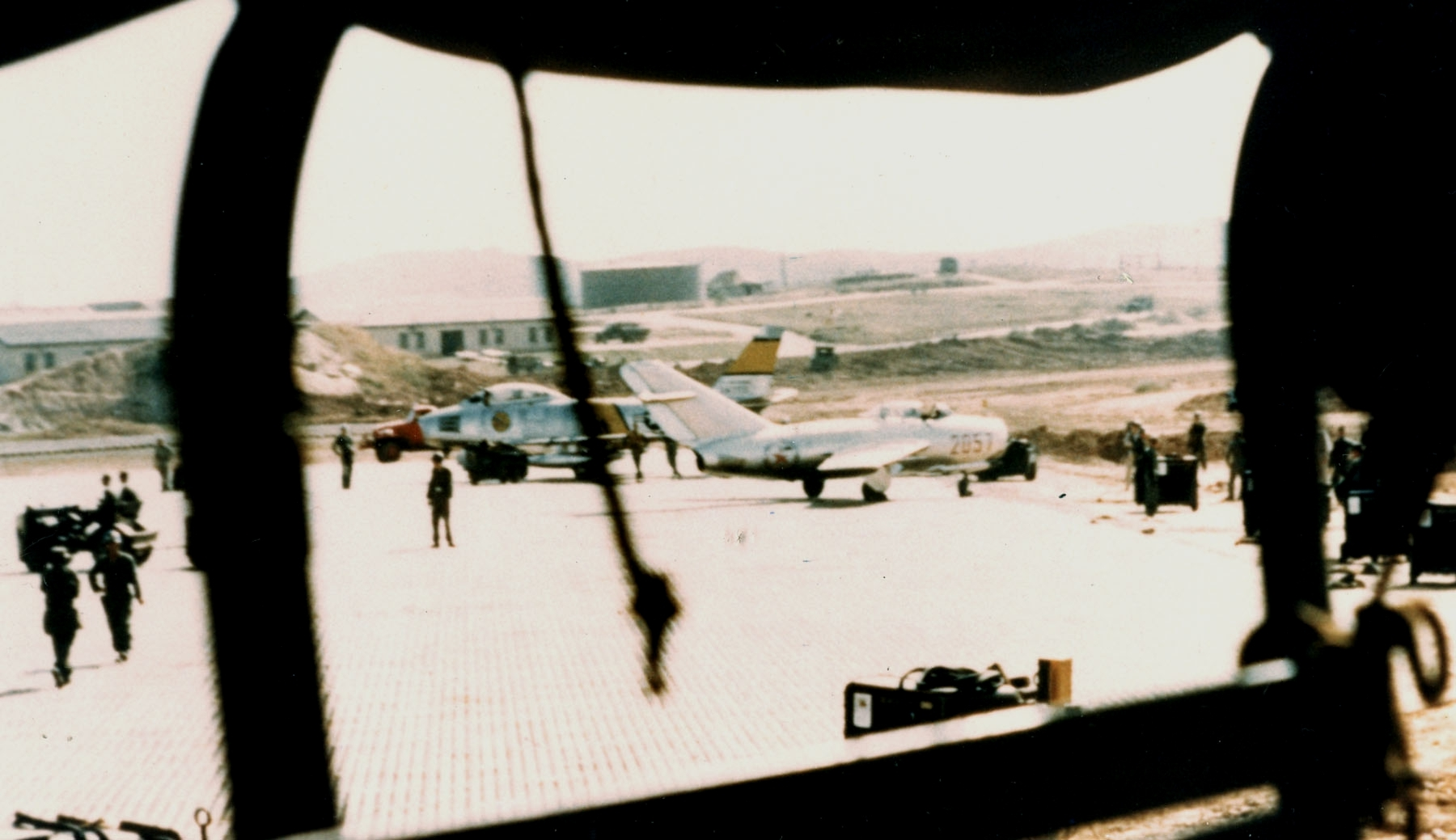
1953年9月21日金浦基地上，盧今錫带来的米格-15。此照片摄于盧今錫降落后的数分钟后。

进入高空，盧今錫的米格一度达到了1000km/h，此时的他已经拉开了一段很长的距离，成功避开了朝鲜军机的追逐，金浦基地的雷达站也受当天的例行维护影响而停机，这使得盧今錫在进入基地空域时没有被侦测到。飞行时间全长16分钟，快要降落时，盧今錫进入了跑道的反方向，并差点迎面撞上一架刚快要起飞的F-86战斗机，其驾驶员为了闪避，迅速驶离了原路线并在无线电中呼喊到“居然是架米格！”（It's a goddamn MiG!），另一名飞行员在基地的上空目睹了这一切，并在日后提到当时盧今錫如果按正常程序进入跑道的话，恐怕就直接被击落了。着陆后，盧今錫将米格滑行到两架军刀式战机中间的空地上，一下飞机就在基地保全人员们的面前将一张画着金日成的肖像照撕碎，并当场投降。
盧今錫在本次逃亡后为美军带来了一架完好无缺的米格，从而获得了以穆拉行动为名的价值10万美元的奖金（相当于2024年的$1,175,249），穆拉行动是美军为缴获苏联战机，以空中散布传单的形式鼓励军人驾驶战机脱逃，然而盧今錫却在对美军策划的这场行动毫不知情的情况下达成了任务目的。

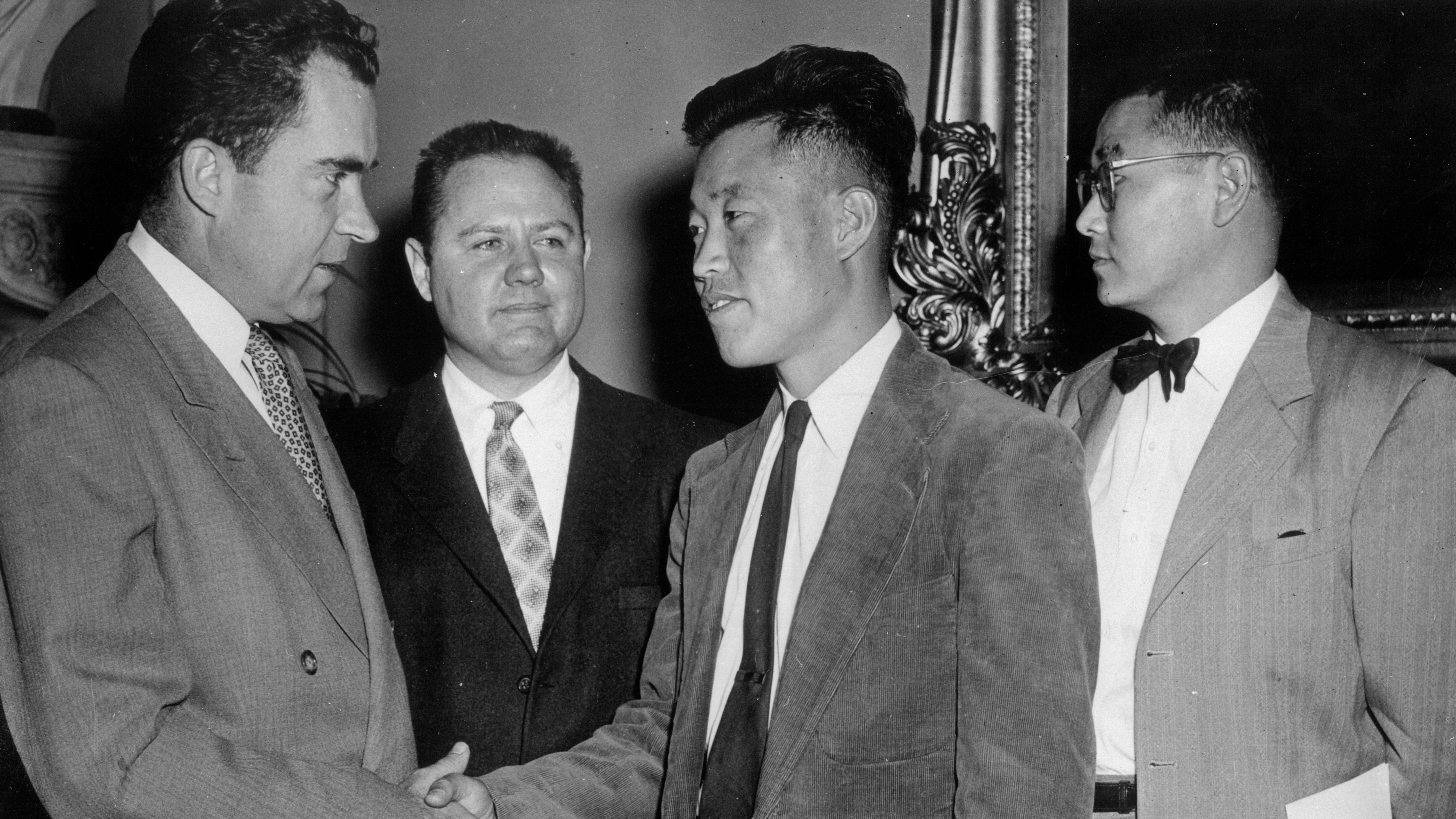
盧今錫于1954年5月在美国国会大厦会见了尼克松副总统。

### 移居美国
翌年，盧今錫移民到美國，並先後在特拉華大學畢業、結婚和取得美國國籍。之後，他先後於多間企業出任航空工程師一職。此後他又執起教鞭，擔當安柏瑞德航空大學教授一職。1996年，他出版《MiG-15 to Freedom》一書講述他於北韓的生活和南逃的過程。4年後，他決定退休。

## 盧今錫的米格-15

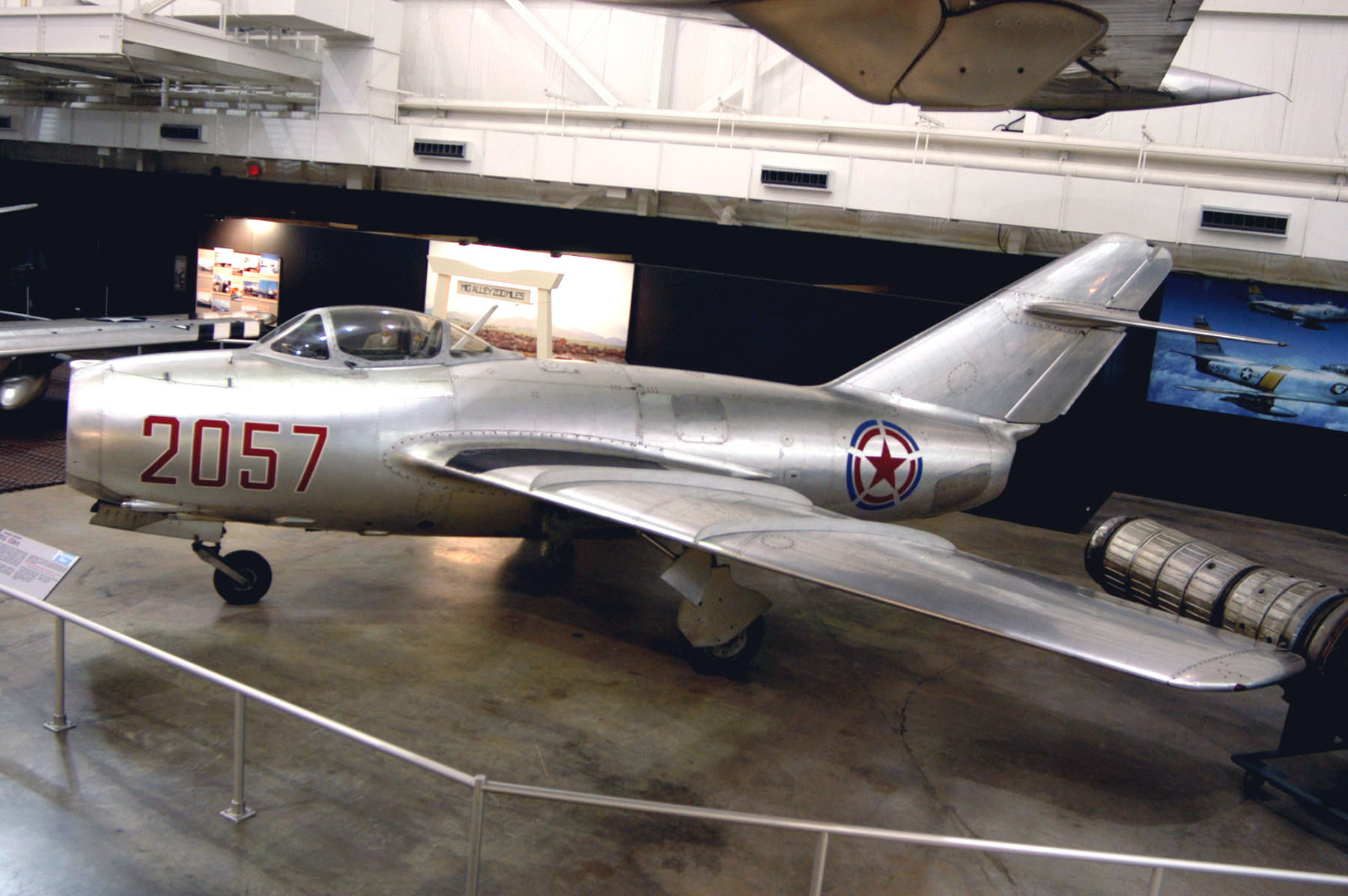
盧今錫曾经驾驶过的米格-15被摆在美国空军国家博物馆。

战机被转让不久后，该米格-15战机便被H・E・“汤姆”・柯林斯（H.E. "Tom" Collins）大尉送至冲绳并被涂上美国空军的记号，然后与查克·叶格一同进行了试飞。后来该战机又被带往赖特-帕特森空军基地。现在，该战机被陈列在美国空军国家博物馆。

## 親友的下場
據其他的脫北者稱，平壤政府為報復盧金錫的叛逃，他身邊不少的親友也被處死，當中包括了他的摯友、家人、營長、副營長、營部政治官、武器官和團長。
韓戰時期與他隸屬於一個中隊的飛行員吳克烈，成為了朝鮮人民軍大將，在金正恩體制中獲得了重用。

## 資料來源
1. ↑  Goldstein, Richard. . The New York Times. 2023-01-05  [2023-01-07]. ISSN 0362-4331. （原始内容存档于2023-01-06） （美国英语）.
2. ↑  .   [2024-11-27].
3. 1 2 3 4  Matthew Bell. . The World. 2015-03-13.
4. 1 2 3 4 5  John Lowery. . Air & Space Forces Magazine. 2012-07-01  [2024-11-27].
5. ↑  . Red Star Aviation.   [2024-11-27].
6. ↑  Richard Conn. . The Daytona Beach News-Journal. 2013-07-27  [December 13, 2017]. （原始内容存档于December 13, 2017）.
7. 1 2  Factsheets: Story of the MiG-15 的存檔，存档日期2013-09-22.
8. ↑  Harden (2015), Chapter 11, Part 3
9. ↑  .   [2006-01-11]. （原始内容存档于2011-09-03）.
10. ↑  "Leadership 的存檔，存档日期2011-07-27.." Red Star Aviation.
11. ↑   (PDF).   [2013-09-14]. （原始内容存档 (PDF)于2016-03-04）.